# Tuckermanella subfendleri
Tuckermanella subfendleri är en lavart som först beskrevs och senare fick sitt nu gällande namn av Theodor Lee Esslinger. 
Tuckermanella subfendleri ingår i släktet Tuckermanella och familjen Parmeliaceae.   Inga underarter finns listade i Catalogue of Life.